# Artabazo II di Frigia
Artabazo II, in greco antico: Ἀρτάβαζος?, Artàbazos, in latino Artabazus (IV secolo a.C. – dopo il 343 a.C.), è stato un satrapo di Frigia, padre di Farnabazo e generale durante il regno di Artaserse II ed Artaserse III.

## Biografia
Figlio di Farnabazo II, satrapo di Frigia, nel 355 a.C., per suggellare un'alleanza con i mercenari greci, Artabazo diede in sposa la figlia Barsine a Mentore di Rodi, uno dei più importanti generali dell'epoca. Alleatosi con varie città greche, Artabazo si ribellò al re persiano, ma venne sconfitto.
In seguito alla disfatta da parte dell'esercito persiano, Artabazo ripiegò in Macedonia con la sua famiglia, sotto la protezione di Filippo II di Macedonia, alla cui corte rimase fino al 343 a.C.
La figlia Artacama sposò a Susa nel 324 a.C., nel corso delle nozze collettive di Susa, il futuro re dell'Egitto, Tolomeo I.